# Rierol de la Xina (Uruguai)
El rierol de la Xina és un petit curs d'aigua de la conca hidrogràfica del riu Uruguai, situat a la província argentina d'Entre Ríos.
Neix als afores de la ciutat de Concepció de l'Uruguai, al Departament de l'Uruguai i es dirigeix cap a l'est fins a desembocar al riu Uruguai marcant el límit sud de l'àrea urbana d'aquesta ciutat. Es creuat per la Ruta Nacional 14.
Abans de la fundació de Concepción de l'Uruguai, la precària població preexistent en el seu lloc era coneguda com a Rierol de la Xina, nom que va subsistir informalment molt temps després.